# Leopold Fitzinger

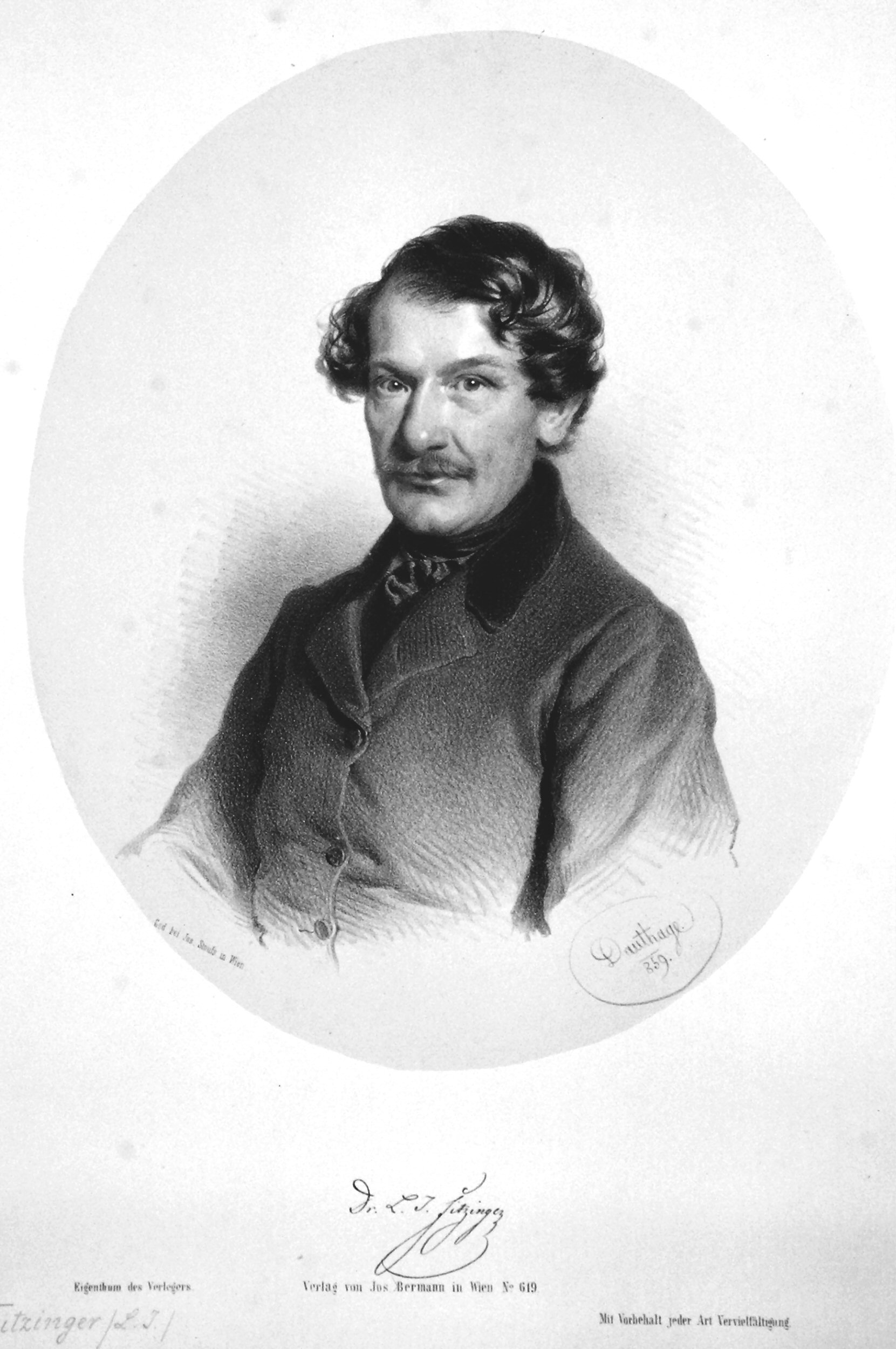
Leopold Josef Fitzinger, Lithographie von Adolf Dauthage, 1859

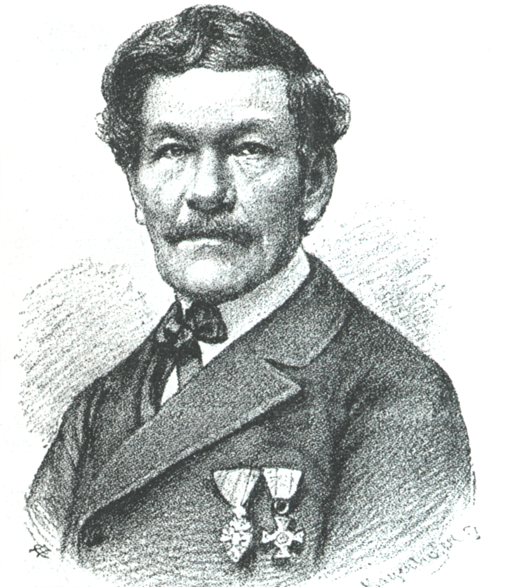
Leopold Fitzinger (1802–1884)

Leopold Joseph Franz Johann Fitzinger (* 13. April 1802 in Wien; † 20. September 1884 in Hietzing) war ein österreichischer Zoologe. Er hatte sich schon als Kind für Natur und besonders für Pflanzenkunde interessiert.

## Berufliche Laufbahn
Mit 14 Jahren wurde er zunächst Lehrling eines Apothekers und begann zusätzlich sein Studium der Botanik an der Universität Wien bei Nikolaus Joseph von Jacquin. Dies brach er 1817 ab, um sich mit 15 Jahren – zunächst als „freiwilliger Praktikant“ – am Wiener Naturhistorischen Museum unter der Leitung von Jacquins Schwager Karl Franz Anton von Schreibers der verwaisten Reptilien- und Fischsammlung anzunehmen.
Weil keine Festanstellung in der „kaiserlich-königlichen Zoologischen Hof Cabinete“ absehbar war, nahm Fitzinger 1821 eine Stelle als Sekretär bei den Landständen von Niederösterreich an, wurde hiervon aber zeitweise freigestellt, um die Museumssammlung weiter zu betreuen.
Erst 1844 wurde Fitzinger zum Leiter der Reptilien- und Säugetiersammlungen berufen. 1861 trat er in den Ruhestand, wurde aber 1863 Direktor des damals neu zu errichtenden Zoos im Englischen Garten München. Auch in Budapest richtete er einen neuen Zoo ein, trat aber bei dessen Eröffnung von der Leitung zurück.
1873 zog er nach Hietzing, wo er 1884 starb.

## Theorie und Werke
Beeinflusst von den naturphilosophischen Anschauungen seiner Kollegen Lorenz Oken, Johann Baptist von Spix und Johann Jakob Kaup war Fitzinger der Überzeugung, dass die Vielfalt der Lebewesen einer vorgegebenen, unveränderlichen Ordnung entspräche. Demnach müssten sich die Zahlen 3 und 5 in der Klassifikation des Tierreichs zwingend wiederfinden. Er wählte also nur taxonomische Zuordnungen, die diesem Schema entsprachen, und lehnte die Evolutionstheorien Charles Darwins ab.
Fitzinger entwickelte ein breites Themenspektrum in der Zoologie.
Eines seiner wichtigsten Werke veröffentlichte Fitzinger im Jahr 1826: die „Neue Classification der Reptilien nach ihrer natürlichen Verwandtschaft“, die teilweise auf den Arbeiten seiner Freunde Friedrich Wilhelm Hemprich und Heinrich Boie beruhte.
Nach zahlreichen Sammelreisen durch das Land schrieb er 1832 ein „Verzeichnis der im Erzherzogthum Österreich vorkommenden Säugethiere, Reptilien und Fische“.
Wissenschaftlich bedeutend war damals sein „Entwurf einer systematischen Anordnung der Schildkröten, nach den Grundsätzen der natürlichen Methode“ von 1835.
1843 erschien sein nächstes Hauptwerk „Systema Reptilium“.
Weitere Werke waren „Über den Proteus anguineus Auctorum“ (1850) und „Die Ausbeute der österreichischen Naturforscher an Säugethieren und Reptilien während der Weltumseglung Sr. Majestät Fregatte Novara“ (1861).
1864 veröffentlichte er einen ebenfalls bekannt gewordenen Atlas aller Reptilien und Amphibien weltweit.
1876 schrieb er „Der Hund und seine Racen. Naturgeschichte des zahmen Hundes, seiner Formen, Racen und Kreuzungen“.
Viele von ihm vorgenommene Beschreibungen und Zuordnungen zu Tiergattungen und -arten haben bis heute Gültigkeit.

## Ehrungen
Als Anerkennung für seine wissenschaftlichen Arbeiten erhielt Leopold Fitzinger die Ehrendoktorwürde der Universitäten Königsberg (1833) und Halle (1834).
Akademien in Wien, Neapel, Philadelphia und zahlreiche Gelehrtenvereine ernannten ihn zu ihrem Ehrenmitglied. Ab 1856 war er etwa Mitglied der Leopoldina.

## Schriften
Fitzinger veröffentlichte mehrere wissenschaftliche Schriften aus dem Bereich der Zoologie, darunter:
- Neue classification der reptilien nach ihren natürlichen verwandtschaften : nebst einer verwandtschafts-tafel und einem verzeichnisse der reptilien-sammlung des K. K. zoologischen museum's zu Wien. Wien 1826, (Digitalisat)
- Systematisches Verzeichniss der im Erzherzogthume Oesterreich vorkommenden Weichthiere : als Prodrom einer Fauna derselben. 1833. (Digitalisat)
- Systema reptilium. Fasciculus primus, Amblyglossae. Wien 1842, (Digitalisat)
- Über das System und die Charakteristik der natürlichen Familien der Vögel. Wien 1856–1864, (Digitalisat)
- Wissenschaftlich-populäre Naturgeschichte der Säugethiere in ihren sämmtlichen Hauptformen : nebst einer Einleitung in die Naturgeschichte uberhaupt und in die Lehre von den Thieren insbesondere. Wien 1860–1861, (Digitalisat)
- Wissenschaftlich-populäre Naturgeschichte der Vögel in ihren sämmtlichen Hauptformen. Wien 1862–1863, (Digitalisat)
- Bilder-Atlas zur wissenschaftlich-populären Naturgeschichte der Säugethiere in ihren sämmtlichen Hauptformen. Lausanne 1860. (Digitalisat)
- Bilder-Atlas zur wissenschaftlich-populären Naturgeschichte der Vögel in ihren sämmtlichen Hauptformen. Wien 1864, doi:10.5962/bhl.title.48612,  (Digitalisat)
- Bilder-Atlas zur wissenschaftlich-populären Naturgeschichte der Amphibien in ihren sämmtlichen Hauptformen. Wien 1864, (Digitalisat)
- Bilder-Atlas zur wissenschaftlich-populären Naturgeschichte der Fische in ihren sämmtlichen Hauptformen. Wien 1864, (Digitalisat)
- Bilder-Atlas zur wissenschaftlich-populären Naturgeschichte der Wirbelthiere. Wien 1867. (Digitalisat)
- Die Arten und Racen der Hühner. Wien 1878, (Digitalisat)